# Trochaloschema michailovi
Trochaloschema michailovi är en skalbaggsart som beskrevs av Nikolajev 1981. Trochaloschema michailovi ingår i släktet Trochaloschema och familjen Melolonthidae. Inga underarter finns listade i Catalogue of Life.